# Кунхеђеш
Кунхеђеш (мађ. Kunhegyes) је град у Мађарској. Кунхеђеш је град у оквиру жупаније Јас-Нађкун-Солнок.

## Географија

### Локација
Кунхеђеш се налази у Алфелду, у региону централном делу тока реке Тисе, у северозападном делу Нађкуншага, у близини главног канала Нађкуншаг, поред реке Какат, 160 км од Будимпеште,  15 километара од језера Тисе, 50 километара даље од седишта округа Солнока.
Непосредно суседна насеља: Абадсалок са севера, Кунмадараш са североистока, Карцаг са истока, Кендереш са југа, Тисађенда са запада и Тисабура са северозапада. Поред наведеног граничи се и са Кишујсалашом са југо-југоистока. У правцу север-североисток најближе насеље је Томајмоноштора, али њихова административна подручја нису омеђена.

## Историја
Насеље је први пут помињано за време владавине краља Роберта Кароља као Хеђешеђихаза у документу од 8. новембра 1311. године у Вацу. Временом је из имена Хеђешеђихаза избачена реч „црква“ (egyháza), а локалитет је скраћено назван Хеђеш, а касније Какатхеђеш по реци Какат која протиче кроз насеље.
Хеђеш није био кунско село, иако су и Куни овде имали поседе. За њихове поседе током насељавања у XIII. веку Куни су добили приступ донацијама и преко породичних веза. Међутим, граница Кунхеђеша је увек била одвојена и од кунских и од мађарских насеља током разних парница. Од 1552. године село је добило данашњи назив.
Промене после 1989. године негативно су се одразиле на становништво Кунхеђеша. Као резултат драстичног смањења броја радних места у индустрији, повећана је незапосленост и емиграција. Број становника се смањио са 11.104 из 1949. године на 8.506 у 2007. години.
Одлуком од 13. фебруара 2013. Представнички орган Кунхеђеша је укинуо назив Улице Бајчи-Жилински и преименовао улицу у Ваш Алберт. У складу са законом о забрани назива улица везаних за аутократске режиме из 20. века, промењено је укупно десет назива улица у насељу, мађу којима и улица Миклоша Хортија.

## Становништво
Године 2001. 98% градског становништва се изјаснило као Мађари, 2% Роми.
Током пописа из 2011. године, 87,9% становника се изјаснило као Мађари, 2,2% као Роми, а 0,3% као Немци (12,1% се није изјаснило).
На основу података пописа из 2001. године, број становника је по вероисповести: 37% је реформисано, 21,5% су били римокатолици. За друге вере (гркокатоличку или лутеранску) или деноминацију изјаснило се 1% становништва. Непознати или не припадају ниједној цркви има 40,5%.
У 2011. верска дистрибуција је била следећа: римокатолици 12,2%, реформатори 23,7%, неденоминациони 40,6% (22,1% се није изјаснило).